# Plaza de toros de Ateca
La plaza de toros de Ateca es un coso de perímetro octogonal irregular construido en el año 1860. 

## Historia
Se inauguró en 1865 y en la inauguración toreó Francisco Arjona Reyes Currito, hijo de Curro Cúchares. El coso fue reinaugurado oficialmente el 6 de febrero de 1910 con la actuación del novillero Joaquín Calero Calerito en solitario.
En 1957 pasó a ser de titularidad municipal siendo alcalde Fernando Molinero Sánchez y en el año 1993 se acometió su última restauración quedando con su actual aforo de 2500 localidades.
Se trata de la segunda más antigua en uso de todo Aragón[cita requerida] después de la Plaza de la Misericordia.
Cada año para las fiestas de Nuestra Señora de la Peana se celebran festejos taurinos entre los que cabe destacar novilladas, concursos de recortadores, roscaderos y suelta de vaquillas.